# Étoile rouge de Belgrade (rugby à XIII)
Pour les articles homonymes, voir Étoile rouge de Belgrade.
Ne pas confondre avec Partizan Belgrade (rugby à XIII)
Maillots
L’Étoile rouge de Belgrade (en Serbe Ragbi XIII Klub Crvena Zvezda)  est un club professionnel serbe de rugby à XIII basé à Belgrade, et membre du club omnisports de l’Étoile rouge de Belgrade depuis 2008. Il a été fondé en 2005, dispute depuis cette année le championnat de rugby à XIII de Serbie, et, depuis 2017, la Balkan Super League. 
Ses succès sur le plan sportif l'amènent à une reconnaissance internationale certaine, puisqu'en 2018 il est admis pour disputer la Coupe d'Angleterre de rugby à XIII. Il est également pressenti pour rejoindre la League 1 (troisième division anglaise de rugby à XIII) dès 2021.

## Histoire
Le club, créé en 2006, a mis un certain temps à s'imposer dans le championnat serbe. En effet  le championnat de ce pays des Balkans a longtemps été dominé par l'équipe de Dorcol, un club issu d'un quartier de Belgrade et surnommé les « Araignées de Dorcol ». Cette dernière équipe inflige de lourdes défaites à l’Étoile rouge, jusqu'à ce que l'écart entre les deux équipes se resserrent et que finalement, ce soit la section rugby à XIII de l’Étoile Rouge qui prenne le dessus avec sa première victoire en 2014 et son premier titre de champion de Serbie   .
Mais 2018, marque réellement la reconnaissance du club sur le plan international, puisque comme les clubs français et russes avant lui, le club voit sa candidature acceptée et  participe au tirage au sort de la Coupe d'Angleterre de rugby à XIII. Il entre en lice en même temps qu'une cinquantaine de clubs britanniques amateurs. Un joueur du club, Mark Pullen, indique que l'effectif de cette saison est capable de rivaliser « avec les clubs les plus forts de troisième division anglaise , ou les clubs faibles de deuxième division ». Cette admission dans un des tournois les plus prestigieux du rugby à XIII récompense une saison exceptionnelle au terme de laquelle le club a réalisé un quadruplé : champion de Serbie, vainqueur de la Coupe, vainqueur de la Super coupe et de la Balkan Super league.

## Parcours en Coupe d'Angleterre de rugby à XIII
Le club dispute pour la première fois la compétition en 2019. Il entre en lice au premier tour de la Coupe avec les équipes amateures britanniques.
Il s'est engagé à se déplacer pour ses deux premiers matchs.
Il commence la compétition en rencontrant le club de Millom , qui revendique être le plus vieux club amateur du monde. Il doit le rencontrer le week-end du 26-27 janvier 2019.
Ce match est diffusé par la BBC en streaming, et il tourne à l'avantage des locaux, les britanniques, qui remportent le match sur le score de  38 à 10.

## Palmarès
- Championnat de Serbie
  - Vainqueur (3 fois ): 2013–14, 2017, 2018

- Coupe de Serbie
  - Vainqueur (2 fois): 2015–16, 2018

- Super coupe de Serbie
  - Vainqueur (2): 2015–16, 2018

- Balkan Super League
  - Vainqueur  (1 fois): 2018[6]

## Personnalités et joueurs emblématiques
On peut citer Mark Pullen, joueur-entraineur anglais, originaire de Hull, qui est parti s'installer à Belgrade et commence à jouer pour le club en 2010. Il donne une entrevue au magazine britannique Rugby League World, au mois de décembre 2018, dans lequel il explique non seulement son parcours, mais aussi l'histoire de son club et, plus généralement, la situation du rugby à XIII dans les Balkans.
Mais début 2019, le club met l'accent sur le recrutement de joueurs étrangers : il recrute ainsi deux joueurs américains Brandon Anderson and Jamil Robinson. Ceci afin de préparer leur confrontation face au club de Millom, lors du premier tour de la Coupe d'Angleterre.